# Caran d'Ache (företag)

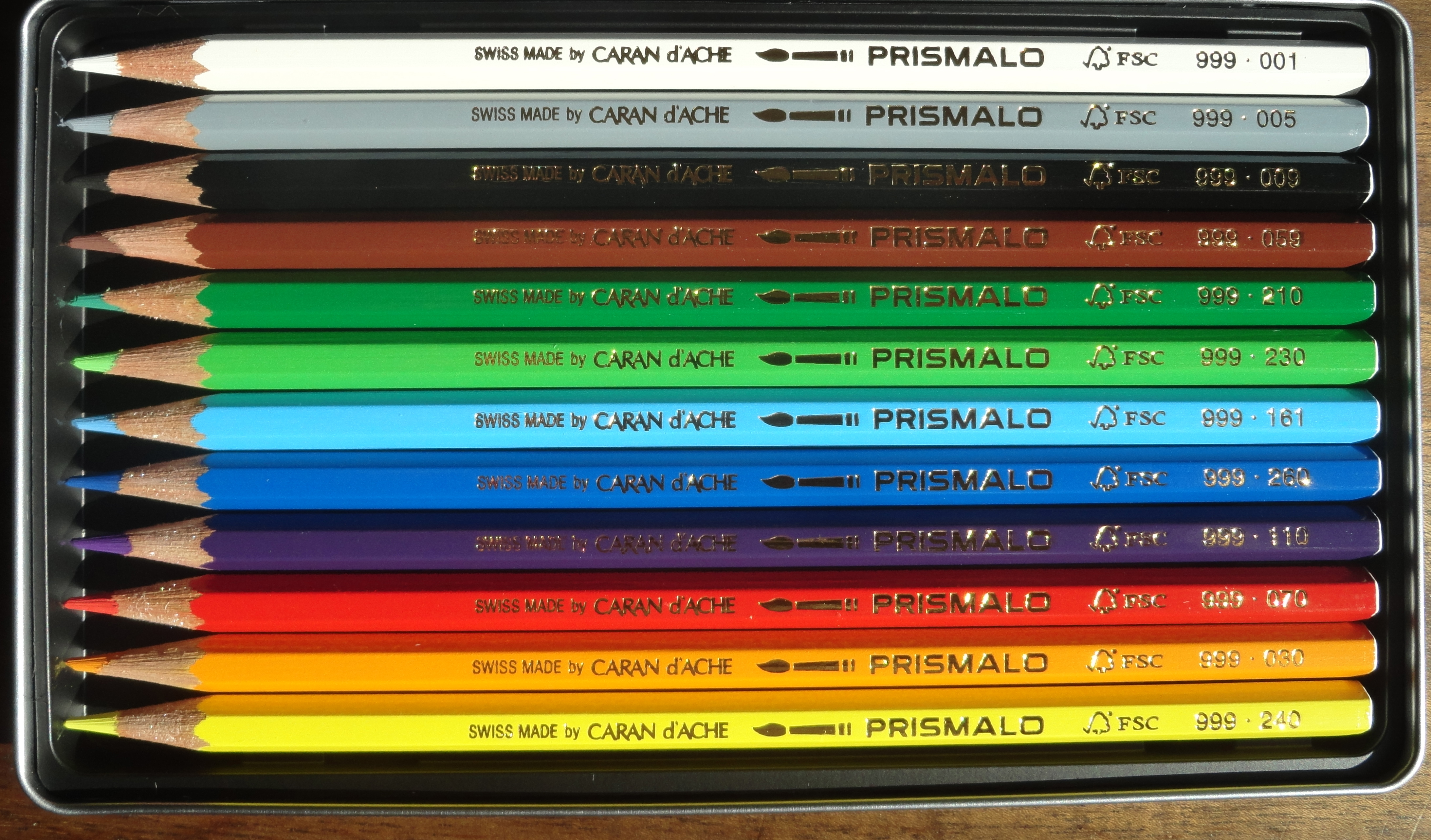
Caran d'Ache

Caran d’Ache är en tillverkare av pennor med huvudkontor i Thônex i Schweiz. Bolaget antog namnet 1924 på initiativ av Arnold Schweitzer men hade grundats 1915 som Fabrique Genevoise de Crayons. Bolagets namn kommer från Caran d'Ache, en pseudonym för den franska tecknaren Emmanuel Poiré och ryskans ord för blyertspenna (karandash) som i sin tur är inlånat från turkiskans kara-tash. Verksamheten och tillverkningen var i Genève fram till 1974.
Bolaget är mycket välkänt i Schweiz genom att det levererar pennor till de schweiziska skolorna.